# Maharasztra
Maharasztra (marathi महाराष्ट्र, trb. Maharasztra, trl. Mahārāṣṭra; ang. Maharashtra) – trzeci pod względem wielkości i drugi pod względem liczby ludności stan indyjski. Maharasztra graniczy ze stanami:  Gudźarat, Madhja Pradeś, Ćhattisgarh, Telangana, Karnataka, Goa i z terytorium związkowym Dadra i Nagarhaweli. Na zachodzie styka się z Morzem Arabskim. Maharasztra była także znana pod nazwą Rashtra.

## Historia
Nazwa Maharasztra pojawiła się w VII wieku. Od XIV wieku rządy muzułmanów. W XVII wieku powstało tutaj Imperium Marathów.

## Gospodarka
Maharasztra jest najbogatszym stanem indyjskim. Główne gałęzie przemysłu to: chemiczny, elektromaszynowy, tekstylny, stoczniowy i wydobywczy. Uprawia się głównie bawełnę, trzcinę cukrową, tytoń, pszenicę, ryż, proso oraz pomarańcze. Na dużą skalę stosuje się nawadnianie (łączny obszar tych terenów wynosi 30 tys. km kw.).

## Urbanizacja
Stolicą stanu jest Mumbaj, inne duże miasto to Pune, a także Nagpur.

## Religia
Około 80% ludności stanowią hinduiści. Jest to także główne w kraju skupisko buddystów i dźinistów. Znajdują się tutaj kompleksy świątyń wykutych w skałach.

## Podział administracyjny
Dystrykty Amravati:
- Akola
- Amarawati
- Buldhana
- Washim
- Yavatmal

Dystrykty Aurangabad:
- Aurangabad
- Beed
- Hingoli
- Jalna
- Latur
- Nanded
- Osmanabad
- Parbhani

Dystrykty Konkan:
- Centrum Mumbaju – Mumbai
- Przedmieścia Mumbaju
- Raigad
- Ratnagiri
- Sindhudurg
- Thane

Dystrykty Nashik:
- Ahmednagar
- Dhule
- Dźalganw
- Nandurbar
- Nashik

Dystrykty Nagpur:
- Bhandara
- Chandrapur
- Gadchiroli
- Gondiya
- Nagpur
- Wardha

Podział administracyjny stanu

Dystrykty Puny (ang. Pune Districts):
- Kolhapur
- Pune
- Sangli
- Satara
- Solapur